# Cytaeis adherens
Cytaeis adherens is een hydroïdpoliep uit de familie Cytaeididae. De poliep komt uit het geslacht Cytaeis. Cytaeis adherens werd in 1991 voor het eerst wetenschappelijk beschreven door Bouillon, Boero & Seghers. 